# Acritus alienus
Acritus alienus är en skalbaggsart som beskrevs av Thérond 1960. Acritus alienus ingår i släktet Acritus och familjen stumpbaggar. Inga underarter finns listade i Catalogue of Life.